# Ка Фалијер (Венето)
Ка Фалијер је насеље у Италији у округу Тревизо, региону Венето.
Према процени из 2011. у насељу је живело 50 становника. Насеље се налази на надморској висини од 88 м.